# Phyllis Omido
Phyllis Omido (nascuda com a Phyllis Indiatsi Omido; ca. 1978), coneguda amb el sobrenom de l'«Erin Brockovich de l'Àfrica oriental», és una activista mediambiental kenyana. És coneguda per haver organitzat protestes contra una planta de fosa de plom situada al centre d'Owino Uhuru, un barri de barraques a prop de Mombasa. La planta estava causant una intoxicació per plom i va fer augmentar el contingut de plom al medi ambient, cosa que va causar la mort de diversos residents, incloent-hi infants, i va fer emmalaltir a altres, inclòs el seu propi fill. La planta va ser finalment tancada.
És la fundadora del Centre for Justice, Governance and Environmental Action (CJGEA). Va ser una de les sis persones guardonades amb el Premi Mediambiental Goldman el 2015. El 2020 va estar inclosa a la llista 100 Dones de la BBC.

## Vida personal
Phyllis Omido va néixer a Kidinye Village (comtat de Vihiga), de Margaret Omido i Alfred Omido. Té dos germans i una germana: el seu germà gran és George Mukutu; el petit, Silas Enane; mentre que la germana es diu Susan Monyani Kasuki.
Omido va estudiar Administració d'Empreses a la Universitat de Nairobi i va treballar en indústries de Kenya durant més de quinze anys. Mai s'ha casat i té un fill anomenat Kingdavid Jeremiah Indiatsi.

## Activisme

### Organització contra la planta de fosa
La planta va començar a operar el 2009 a Owino Uhuru i fonia el plom de les bateries dels cotxes vells. El procés expulsava vapors de plom al medi ambient. A més, les aigües residuals àcides no es tractaven i eren alliberades a les rieres que utilitzaven pels veïns per banyar-se.
Mentre treballava allà com a oficial d'enllaç amb la comunitat, Omido va encarregar una avaluació d'impacte ambiental (AIA). Les troballes van mostrar que la planta alliberava plom al medi ambient. Com a enllaç amb la comunitat, va recomanar el tancament de la foneria i el trasllat de la planta en un entorn més adequat. Els seus superiors no hi van estar d'acord, la van canviar de feina, i van canviar la consultoria que realitzava l'AIA.
Poc després de començar a treballar a la fosa, el nadó d'Omido es va posar malalt. El va traslladar ràpidament a l'hospital. Inicialment van pensar que es tractava de la febre tifoide o la malària, però es va determinar que era una intoxicació per plom. Omido va concloure que devia ser a causa de la fosa. Va seleccionar tres nens a l'atzar i els va fer proves de sang. Cadascun tenia nivells de plom superiors al nivell segur, segons els estàndards establerts pels Centres per al Control i Prevenció de Malalties dels EUA. En aquest moment, va deixar la feina i va començar la seva campanya per tancar la planta.
El 2012, Omido, juntament amb el seu fill, va ser assetjada per homes armats a la sortida de casa seva, però van aconseguir escapar.
Després de no haver obtingut cap resposta dels directius de l'empresa ni de funcionaris governamentals a la proposta de tancar la planta, va organitzar una manifestació. Va ser detinguda juntament amb altres setze membres del CJGEA mentre feia pressió contra els residus tòxics. Les oficines del CJGEA van ser atacades i la policia va confiscar documents i ordinadors. Després de passar una nit a la presó, va ser acusada d'incitació a la violència i de reunió il·legal. Finalment, un jutge va desestimar el cas segons l'article 210 i va declarar que havia actuat dins la legalitat.
Després, va començar a obtenir assistència de Human Rights Watch i d'altres grups de defensa dels drets humans. També es va reunir amb el relator especial de les Nacions Unides sobre residus tòxics. Això va provocar que el Senat de Kenya avalués les seves reclamacions. La planta es va tancar definitivament el gener de 2014.

### Centre for Justice, Governance and Environmental Action
El 2009, Omido va fundar el Centre for Justice, Governance and Environmental Action (CJGEA). Registrat al comtat de Kilifi i amb seu a Mombasa, l'organització va ser creada per abordar els problemes ambientals als quals s'enfronten els assentaments propers a les zones industrials de Kenya. CJGEA també s'ha implicat en altres qüestions, com ara la governança, el canvi de polítiques i els drets humans. L'organització ofereix programes sobre el canvi climàtic i la governança ambiental, l'activisme i els drets humans, l'assistència jurídica i l'educació.
CJGEA es va associar amb Human Rights Watch per produir una pel·lícula sobre l'enverinament de comunitats amb materials tòxics. Se centrarà en els problemes de la mort i la salut, així com en la impunitat i la desconsideració del medi ambient i l'estat de dret comesos pels infractors. La pel·lícula es va publicar el 24 de juny de 2014 coincidint amb la primera Assemblea de les Nacions Unides sobre medi ambient celebrada a Nairobi.

### Treballs recents
El febrer de 2013, en representació de CJGEA, Omido va assistir a un fòrum consultiu del Programa de les Nacions Unides per al Medi Ambient sobre drets humans i medi ambient. El mateix any, va representar els considerats defensors dels drets humans de Kenya en risc a Dublín. El 2014 va assistir al Fòrum Consultiu del Grup de Drets Universals per als defensors dels drets humans mediambientals, organitzat a Ginebra.
Del 5 al 7 de setembre de 2014, va assistir a la 3a Conferència de l'Institut de les Nacions Unides per a la Formació i la Recerca (Yale Conference on Environmental Governance and Democracy) a la Universitat Yale. El 23 de setembre de 2014 va ser present al KIOS, el seminari internacional finlandès sobre drets humans.
Omido segueix pressionant el govern kenyà. El 2014 tres plantes de fosa de residus tòxics en assentaments pobres es van traslladar a altres parts de la ciutat Mombasa.

## Premis i reconeixements
Omido va ser una dels sis guardonats amb el Premi Mediambiental Goldman el 2015. El premi és el més important del món per a activistes de base que tenen com a causa el medi ambient. Va rebre un trofeu juntament amb un premi de 175.000 dòlars estatunidencs (5,7 milions de xílings kenyans). Omido va figurar a la llista de les 100 Dones de la BBC, anunciades el 23 de novembre de 2020.